# Casa Cornet
La Casa Cornet, també coneguda com a Palau Castell de Pons, és un edifici situat a la cantonada del carrers del Pi i de Boters (plaça de la Cucurulla) de Barcelona, catalogat com a bé cultural d'interès local.

## Història

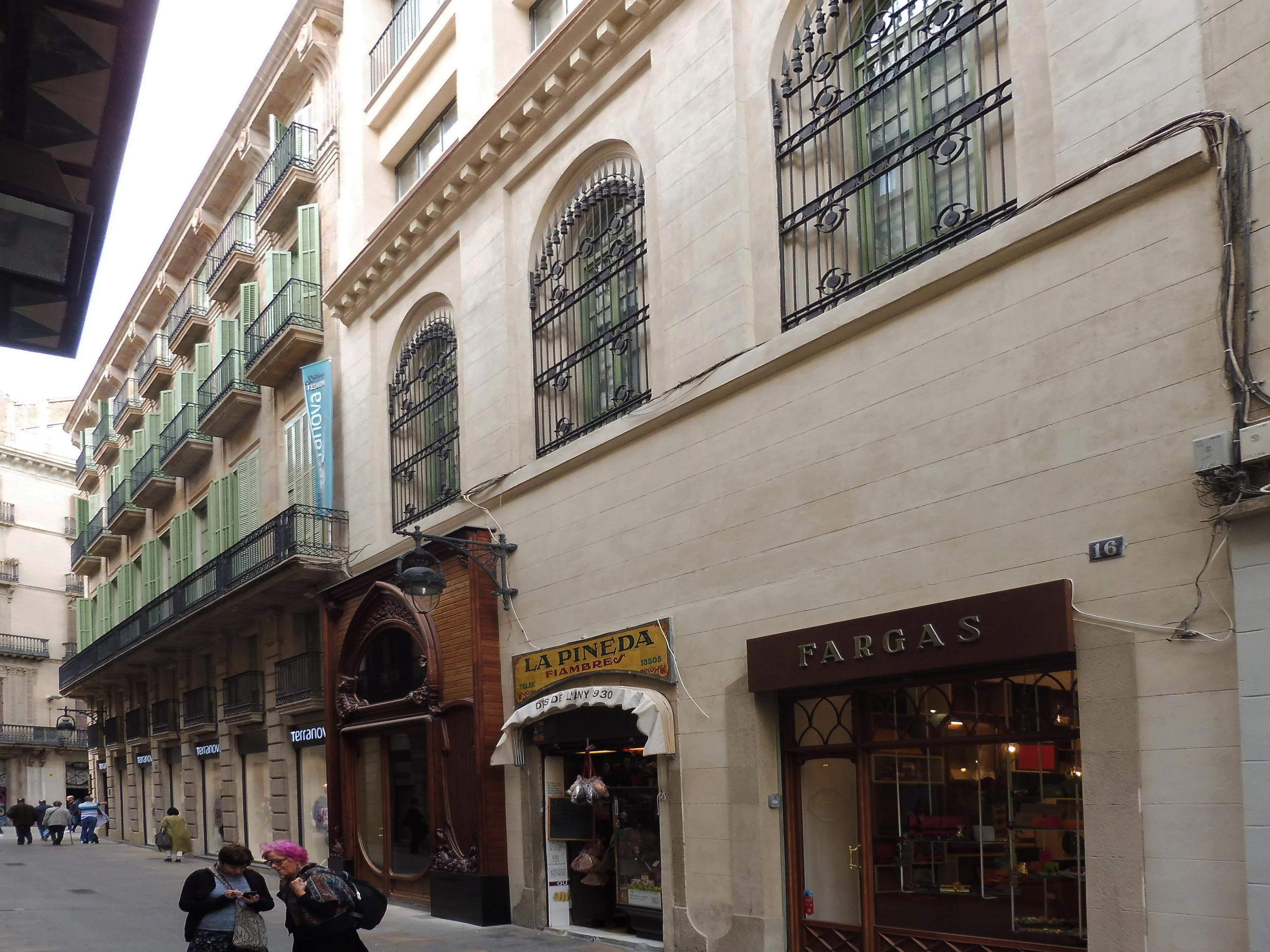
Façana al carrer del Pi

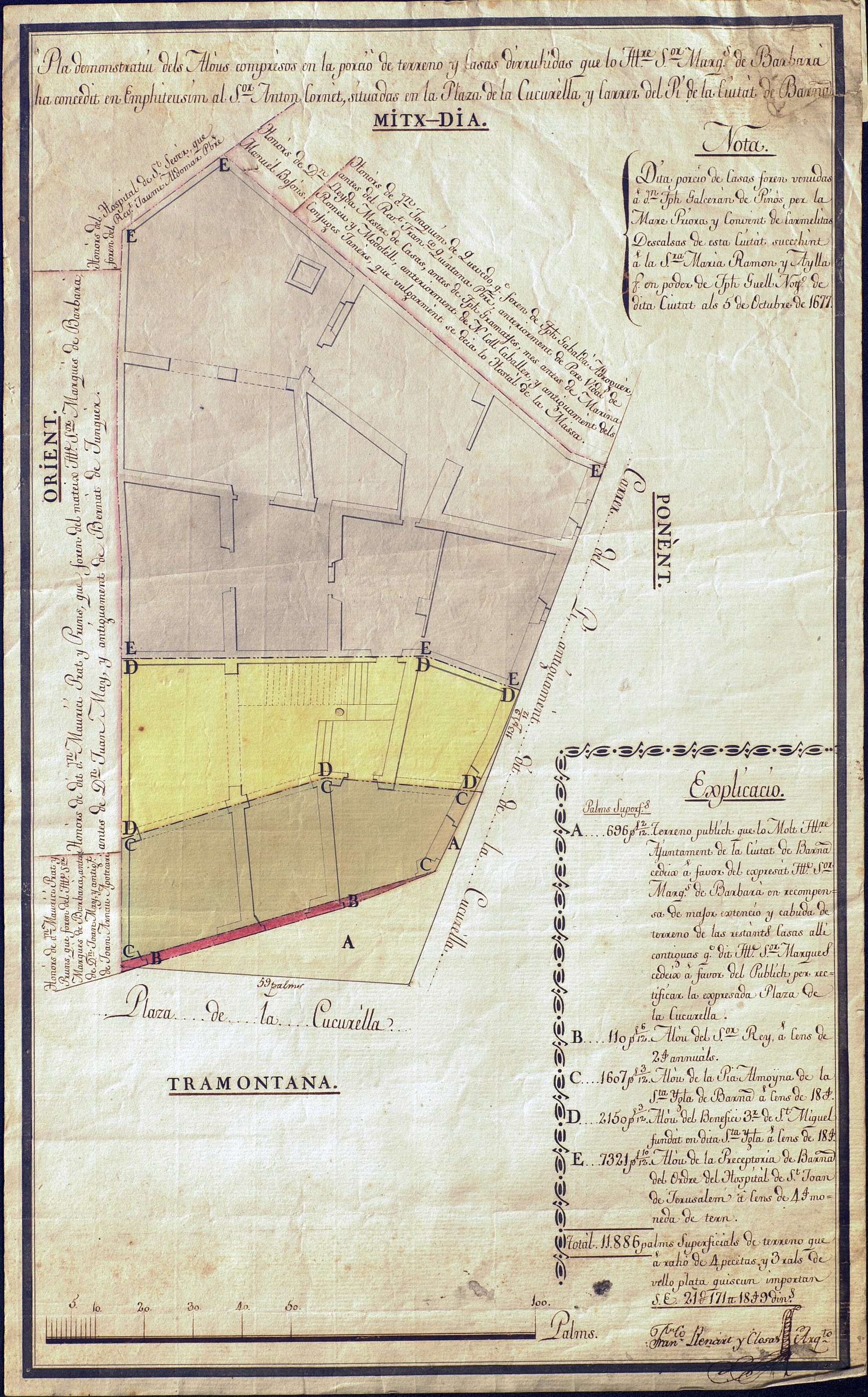
Plànol dels alous establerts pel marquès de Barberà a Antoni Cornet

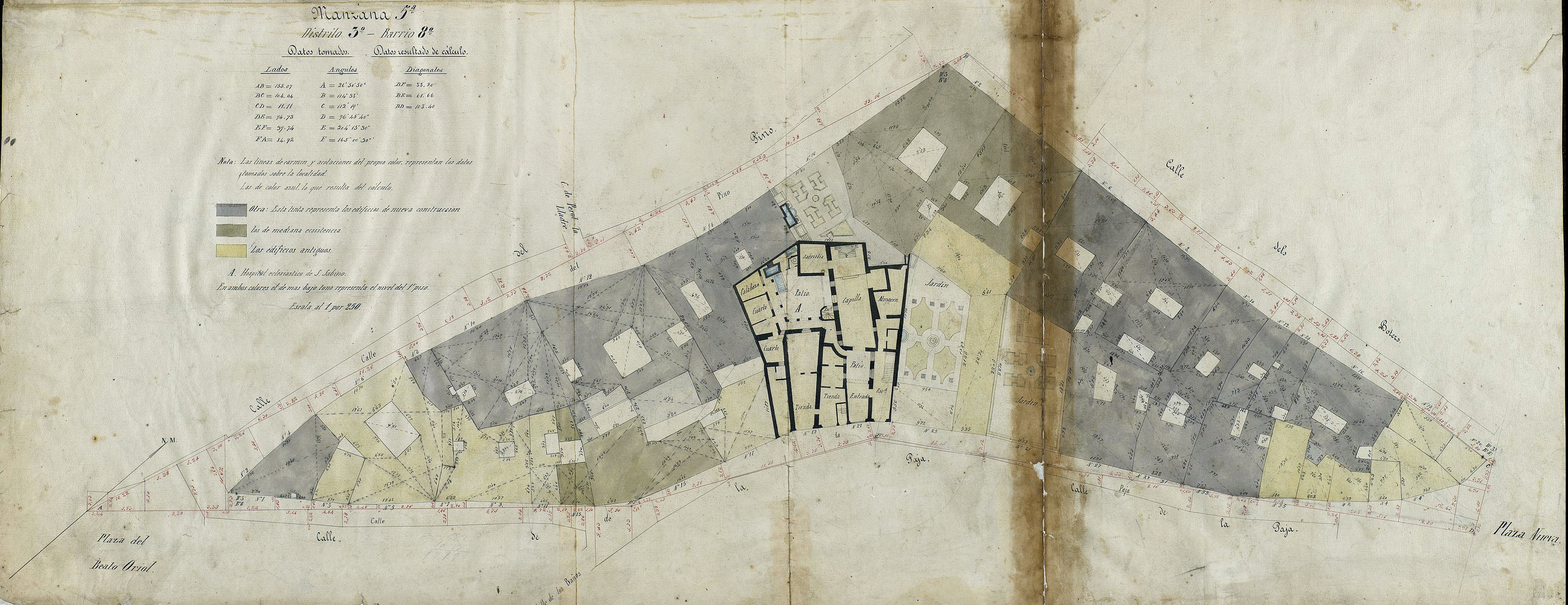
Quarteró de Garriga i Roca núm. 61b (c. 1860)

En aquest indret hi havia la Casa Mai-Pinós, propietat dels marquesos de Barberà i malmesa pels bombardejos del setge de 1713-1714. El març del 1803, el marquès Josep Esteve Galceran de Pinós-Santcliment i Sureda de Santmartí i el seu fill Josep Ramon de Pinós i Copons de la Manresana van establir-ne en emfiteusi una part al comerciant Antoni Cornet i Fontanillas, que tot seguit va demanar permís per a construir-hi un nou edifici, segons els plànols del mestre de cases Miquel Bosch.
El 1807, la casa de comerç Antoni Cornet i Fill es va declarar en fallida, i el 1824, els síndics dels seus creditors i el seu fill Miquel Cornet i Prat vengueren la propietat al comerciant de Vilanova i la Geltrú Isidre Inglada i Marquès, que també va adquirir la finca veïna del carrer del Pi per a construir-hi un magatzem a la planta baixa i un pati elevat, segons el projecte del mestre de cases Onofre Lligades. En aquesta època es procedí a l'ennobliment de la planta principal a través de la decoració esculpida i, sobretot, dels sostres decorats per Pau Rigalt i altres. A la mort d'Isidre Inglada el 1852, la casa passà a mans de Dolors Vraux i Codolar, que l'aportà com a dot al seu matrimoni amb Antoni Castell de Pons.
Fins al segle xx, el pis principal havia estat habitat pels propietaris de la finca, mentre els pisos superiors, amb accés independent, eren llogats. A partir de la dècada del 1940, però, el Cercle Artístic de Sant Lluc s'instal·là al principal, amb gran zel per la conservació de les seves pintures. El pati elevat fou substituït per la construcció desafortunada, en dues fases, de noves aules de pintura l'any 1954 i el 1973.
L'any 2009, el Cercle Artístic de Sant Lluc va haver d'abandonar la planta noble del palau per a traslladar-se a una nova seu al carrer de Mercaders. Més endavant, a finals del 2014, les dues botigues més emblemàtiques de la planta baixa, la xocolateria Fargas i la filatèlia Monge, van haver de tancar i es van desplaçar a altres ubicacions, la primera dintre de la mateixa finca, però al carrer del Pi. Finalment, l'edifici va ser ocupat per una botiga de roba de baix cost inaugurada a començaments del 2017 i que va tancar el 2022. Aquestes obres han respectat nominalment alguns elements patrimonials del palau, com les pintures dels sostres de la planta noble, però n'han desvirtuat completament el caràcter històric.

## Descripció
Es tracta d'un edifici de dos volums diferenciats: el primer, afrontat als carrers dels Boters i del Pi, configurat per planta baixa, entresòl, planta noble, dos pisos i terrat; i el segon, adossat a la banda del carrer del Pi, configurat per planta baixa i tres pisos. Antigament l'accés principal es localitzava al carrer dels Boters, a la desapareguda filatèlia Monge, però en l'actualitat es troba al cos del carrer del Pi. La decoració modernista de la filatèlia amagava el vestíbul d'accés al pati central, el qual acull l'escala monumental que menava a la planta noble.
Les façanes del cos principal són fetes de carreus de pedra de Montjuïc, el balcó corregut del pis principal i la cornisa que corona l'edifici. Hi ha tres obertures per planta al carrer dels Boters i set al carrer del Pi. Es tracta de balcons, gairebé ampitats a l'entresòl i en voladís d'amplada decreixent la resta. Les baranes són fetes de ferro forjat. L'element més significatiu són les llargues pilastres que sostenen un entaulament que abraça tota la darrera planta per mitjà de llurs tríglifs corbats i ornats a la part superior a base de medallons que imiten sobreeixidors.
El cos secundari, antic espai del jardí elevat, presenta tres portals en planta baixa, essent coronat per un arc de mig punt el que dona accés a l'edifici i per dos arcs escarsers els que donen als locals. A l'últim pis, tres finestres de mig punt emmarcades per faixes ritmen el conjunt, coronat per una cornisa sostinguda per permòdols. Les superfícies d'aquest cos afegit son arrebossades.
El pis principal ha conservat prou bé la seva estructura i la seva decoració pictòrica de temàtica mitològica realitzada durant la dècada de 1830. A planta baixa, destaquen els arcs d'obra vista de la botiga que afronta al carrer del Pi.
El pati central, de forma rectangular, està delimitat per quatre columnes toscanes d'ordre monumental damunt les quals reposen les grans jàsseres de fusta sobre les que es projecten els murs del pati. L'escala, de pedra amb motllures de bocell, s'articula en tres trams i la seva barana de forja presenta elements decoratius similars als dels balcons. Actualment el pati és només visible parcialment.
La planta noble conserva, en gran part, la seva decoració original: arrambadors, sedes, sobreportes, motllures i, especialment la pintura decorativa fixada als sostres, generalment atribuïda íntegrament a Pau Rigalt, tot i que hi ha motius per pensar que també hi van participar altres mans. Les estances amb la decoració més destacada són el saló principal i la cambra amb alcova que donen al carrer dels Boters, a base de columnes i pilastres corínties de fusta daurada i policromada, així com les sobreportes a base de candelieri i la fusteria de portes i balcons. En aquests àmbits es conserva el terra original, un escaquejat de marbre blanc i gris, mentre que a la resta de la casa, els terres de mosaic hidràulic parlen d'una reforma a la segona meitat del segle xix. En canvi, tots els forjats de la casa, a base de bigues i revoltons, són originals.

### Les botigues
Els elements mobles més interessants de la finca es trobaven als locals de planta baixa del cos principal, ocupats per comerços singulars. Per una banda hi havia la xocolateria Fargas, instal·lada ja a mitjans del segle xix i que disposava d'un obrador que ocupava també una part de soterrani. Per altra banda, hi havia la filatèlia Monge, instal·lada al que fou l'accés principal de la finca, vestíbul i pati com si fos un gran moble de fusta encastat. A banda de l'aparador de fusta de la façana, conservava les boiseries interiors amb notable decoració modernista. La decoració d'aquesta botiga fou promoguda per Ramon Jaumà l'any 1904, a càrrec dels fusters R. Canonja i fill.